# 山美村
山美村，或稱山美部落，位在台灣本島的嘉義縣阿里山鄉山美村，是阿里山鄒族的一個部落，現今已附屬於達邦社。
山美村位於阿里山鄉南邊，為原住民鄒族的傳統村落，也是鄒族著名的神話－吳鳳事件的發生地點。村內有著鼎鼎大名的「達娜伊谷自然生態公園」。
達娜伊谷溪裡頭，孕育這山美村民的希望－鯝魚。幾世紀前，阿里山盛行天花，瘟疫等病毒，許多村民逃入達娜伊谷溪躲藏而幸運的存活下來，從此就對達娜伊谷溪有這深厚的情誼，並成立了達娜伊谷自然生態公園，為台灣第一個由民間自己保育成功而成立的自然生態公園。成立初期 ，由於會有許多不善人士來溪裡毒魚，電魚等，鯝魚逆流是鄒族精神之一，為了維護，山美人成立河川巡守隊來保護鯝魚的安全，認為動物有靈性，只用4年鯝魚就回復數量，也讓山美社區發展協會榮獲2001年總統文化獎。